# لياندرو فاجين
لياندرو فاجين (بالإيطالية: Leandro Faggin)‏ مواليد 18 يوليو 1933 في بادوفا - الوفاة 6 ديسمبر 1970 في بادوفا، كان دراج إيطالي سابق في صنف سباق الدراجات على المضمار. سبق أن شارك في دورة الألعاب الأولمبية الصيفية وفاز بميدالية أولمبية. حقق أيضا ميدالية في دورة ألعاب الكومنولث.

## سجل النتائج

### سباقات أو مراحل فاز بها
- طواف فرنسا
- طواف إسبانيا
- طواف إيطاليا

## الميداليات
| الميدالية | المسابقة                       |
| --------- | ------------------------------ |
| ذهبية     | الألعاب الأولمبية الصيفية 1980 |

## روابط خارجية
- لياندرو فاجين على موقع أرشيف الدراجات (الإنجليزية)
- لياندرو فاجين على موقع إحصائيات الدراجات الإحترافية (الإنجليزية)
- لياندرو فاجين على موقع CycleBase (الإنجليزية)
- لياندرو فاجين على موقع اللجنة الأولمبية الدولية (الإنجليزية)
- لياندرو فاجين على موقع أوليمبيديا (الإنجليزية)
- لياندرو فاجين على موقع اللجنة الأولمبية الإيطالية (الإيطالية)